# Perodua Kancil
Perodua Kancil (ve Spojeném království známý jako Perodua Nippa, v Indonésii jako Daihatsu Ceria) je městský automobil vyráběný od srpna 1994 do roku 2009 malajským výrobcem automobilů Perodua. Kancil je přeoznačená třetí generace Daihatsu Mira .